# Nyssodrysina binoculata
Nyssodrysina binoculata là một loài bọ cánh cứng trong họ Cerambycidae.